# William J. Fetterman
 (septembre 2022).
William Judd Fetterman (1833 - 21 décembre 1866) est un officier de l’U.S. Army ayant servi durant la guerre de Sécession puis la guerre de Red Cloud. Il est tué avec l’ensemble de son unité, composée de 80 hommes, dans la bataille de Fetterman.

## Origine et jeunesse
William Fetterman naît en 1833 à Cheshire, Connecticut. Il est le fils du lieutenant George Fetterman et de Anna Maria Judd. Son père est sorti diplômé de West Point le 1er juillet 1827 et sert dans l’artillerie de l’U.S. Army. Au moment de la naissance de William, George Fetterman est en garnison à Fort Trumbull, New London, Connecticut.
La mère de William, Anna Judd Fetterman, meurt le 26 avril 1835. L’année suivante, le 31 mai 1836, George Fetterman démissionne après 9 ans de service et rentre à Pittsburgh, Pennsylvanie. Il travaille alors comme ingénieur et sert dans la milice de Pennsylvanie. George Fetterman meurt à Pittsburgh en 1844.

## Carrière militaire
William Fetterman s’engage dans l’armée de l’Union le 14 mai 1861 dans le Delaware. Il est rapidement nommé premier lieutenant et sert le 18e régiment d’infanterie pendant la guerre. Il est deux fois récompensé pour service méritoire et conduite vaillante, terminant la guerre au grade de lieutenant-colonel breveté.
Lors de la campagne d’Atlanta en 1864, Fetterman commande le second bataillon du 18e d’infanterie. Cette unité appartient à la seconde brigade de John H. King, au sein de la première division de Richard W. Jonhson, du XIVe corps de John M. Palmer, de l’armée du Cumberland de George Henry Thomas. Selon les rapports de Fetterman, son bataillon prend part à des escarmouches à Buzzard Roost Gap et Resaca. Dans les combats près de Pickett’s Mill, le bataillon perd un officier et 33 hommes blessés. Il combat également à la bataille de Kennesaw Mountain et prend part à un assaut qui déborde les lignes confédérées le 4 juillet. Après cela, les compagnies du son unité sont fusionnées au sein du premier bataillon. Fetterman est alors nommé assistant général adjoint de la seconde brigade et participe avec succès à une attaque lors de la bataille de Jonesborough le 1er septembre. Dans cette action, le 18e d'infanterie perd 43 hommes blessés ou tués et 8 disparus sur les 269 hommes engagés.
Après la guerre, William Fetterman choisit de rester dans l’armée régulière et est assigné comme capitaine au second bataillon du 18e régiment d’infanterie. En novembre 1866, son régiment est stationné à Fort Phil Kearny, avec comme mission de protéger la piste Bozeman sur laquelle transitent les colons vers les champs d’or du Montana.

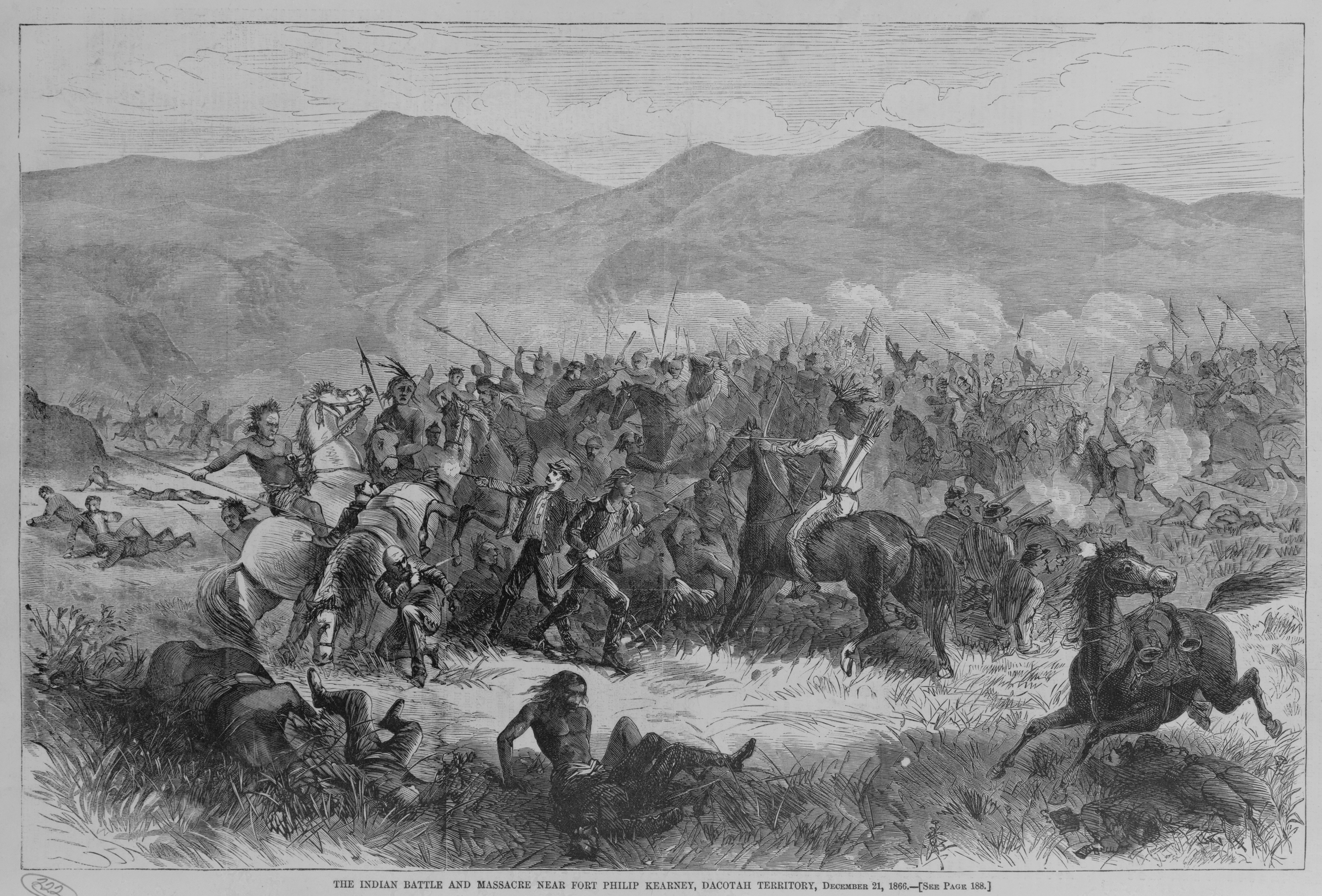
Représentation de la bataille de Fetterman.

Le 21 décembre 1866, une bande de Cheyennes et de Sioux, dont Crazy Horse, attaque un convoi de bûcherons près du fort sous le commandement de Red Cloud. Malgré sa méconnaissance du terrain et des méthodes de combat indiennes, Fetterman prend le commandement d’une force de réaction composée de 80 hommes, dont l’ancien quartier-maître de bataillon, le capitaine Frederick Brown, le second lieutenant George Grummond, 48 soldats du 18e régiment d’infanterie, 27 soldats du 2e régiment de cavalerie et 2 éclaireurs civils. Ignorant ses ordres de ne pas s’aventurer au-delà de la crête du sentier Lodge, hors de vue du fort, Fetterman poursuit la petite bande de Sioux et tombe dans une embuscade. Il fait alors face à une force de 500 Amérindiens qui massacrent l’intégralité de sa troupe en 20 minutes.

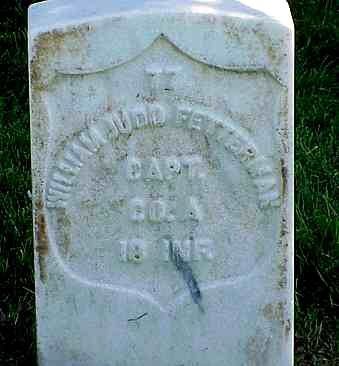
Pierre tombale de Fetterman, Little Bighorn.

La bataille de Fetterman acquiert une notoriété seulement dépassée par la défaite de Custer en 1876. Elle mène au renvoi de son supérieur, Henry B. Carrington, initialement tenu pour responsable du désastre dont il sera plus tard exonéré.
La tombe de Fetterman se trouve dans le cimetière national de champ de bataille de Little Bighorn. Il ne s’est jamais marié et meurt sans postérité.

## Postérité
En 1867, l’armée baptise un nouvel avant-poste du Dakota « Fort Fetterman » en honneur de l’officier mort.
On trouve aussi les rues Fetterman Street et Fetterman Drive à Laramie, Wyoming.
L’acteur Robert Fuller joue le rôle de Fetterman dans l’épisode Massacre à Fort Phil Kearny, diffusé le 26 octobre 1966 sur NBC, au sein de la série télévisée Bob Hope Presents the Chrysler Theatre.